# Comita II de Lacon-Serra
Comita II de Lacon-Serra (...–1147) fue juez de Arborea desde 1131 hasta su muerte.
Comita II (o Comita III según otras fuentes) era hijo de Gonario II, padre de la dinastía "Lacon-Serra". Se casó con Elena de Orrubu, madre de Barisono II di Arborea (de acuerdo con cuatro escritos en Condaghe di Santa Maria di Bonarcado, era hijo de Constantino I y de Ana de Zori). La fecha y los eventos cronológicos de su gobierno son inciertos.
Comita sucedió a Constantino I, que murió prematuramente. La fecha de la sucesión coincide con 1131, cuando por primera vez es citado en una comunicación con la república de Génova. En 1130 Constantino, Gonario II de Torres y Comita I de Gallura juraron fidelidad al arzobispo de Pisa. En 1133 el Papa Inocencio II elevó a Génova al estatus de arzobispado y dividió Cerdeña en dos, dando el norte a Génova y el sur a Pisa. Durante la guerra en el decenio sucesivo Comita fue el único aliado de los genoveses.
De 1133 a 1145, hay un vacío en el testimonio referido a Comita y es posible que su hermano Torbeno le hubiese usurpado el trono mientras estaba envuelto en una guerra contra el juzgado de Torres. En 1145 Comita retomó el poder, excomulgado por Balduino, arzobispo de Pisa. El prelado pisano, atravesando la isla en calidad de legado del Papa, excomulgó a Comita por haber oprimido al pueblo y por haber combatido contra Pisa y contra sus intenciones. Bernardo de Claraval mandó una misiva al Papa Eugenio III para justificar la decisión de la excomunión. Nominalmente Arborea fue anexionada a Logudoro. Comita murió súbitamente más tarde.